# Hervé Lièvre
Hervé Lièvre és un director de cinema francès i productor de cinema independent, fundador i director de l'empresa Ad Augusta Per Angusta (AAPA sa), nascut el 20 de gener de 1951 a Roanne.

## Biografia
Guanyador del Concours Général d'economia el 1969 i graduat a Paris Business School, ESCP el 1974 es va llicenciar en economia a la Universitat de París I Panteó-Sorbona.
Després de la seva carrera com a productor independent, va ser, des del desembre de 1994 fins al desembre de 2014, el director de l'SFRS, Service du film de recherche scientifique, que es va convertir en el CERIMES, Centre de Recursos i Informació sobre Multimèdia per a l'Educació Superior l’agost de 2005.

## Filmografia

### Llargmetratges
- 1983 : Les Bancals,[3] amb Paul Crauchet i Albert Delpy
- 1988 : La Queue de la comète, amb Christophe Donnay, Albert Delpy, Tam Sir, Gil de Murger, Jean Davy, Philippe du Janerand

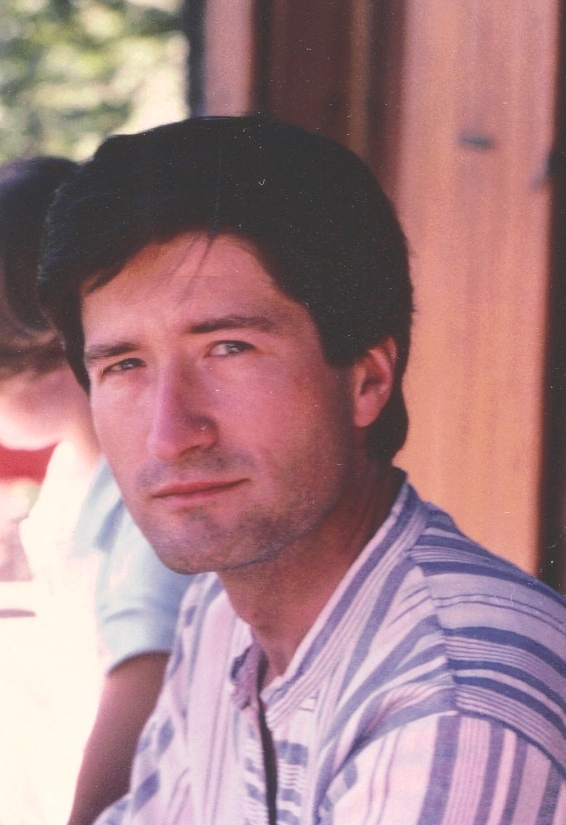
Hervé Lièvre el 1985

### Curtmetratges
- 1978 : Le Silence et la nuit, amb Daffo, Pierre Grandry, François-Marie de Casabianca (1r Premi festival du Raincy – premi Festival de Cinema de Nova York)
- 1979 : F.P., avec Marie-Claude Benoît (Coupe des Rencontres de L'Isle sur Sorgues)
- 1988 : 1 Journée, amb André Badin, Marie Pillet (Grand Prix del festival d'Aix - Grand Prix des Rencontres Internationales de Prades - prix de la ville festival de Maisons-Laffitte - medalla d'or Festival Internacional de Cinema de Chicago)[4]
- 1989, Plus près de toi, Paulette ! amb Marie-France Saint-Dizier, Margot Abascal, Michaël Vander-Meiren
- 1990 : Le Diable en enfer, guió de Pascal Mirleau d'après G. Boccace, amb Jocelyne Witek, Michaël Vander-Meiren (Gold Special Jury Award, Houston International Film Festival - Silver Plaque Award, Chicago International Film Festival)
- 1991 : Ab Irato, amb Isabelle de Botton (Prix del CNC)[4]
- 1992 : La Maisonnée, amb Philippe Laudenbach, Maryse Aubert, Jean Davy, Michaël Vander-Meiren (Prix du CNC)
- 1993 : L’Équipée, amb Philippe Laudenbach, Maryse Aubert, Michaël Vander-Meiren
- 1994 : La Culpabilité, amb : Victoire Dubruel i Pierre Grandry (Premi del Jurat del festival de Pont en Royans)

### Pel·lícules científiques i documentals, exemples
- 2001 : Quels temps font-ils ?, auteurs : Étienne Klein et Marc Lachièze-Rey, scénario et réalisation : Hervé Lièvre, pour La Compagnie des taxis brousse, SFRS, CNRS (Grand Prix de la recherche pédagogique du Festival International du film d'art et pédagogique UNESCO 2002)
- 1996 : Le Noir, le Brun et le Blanc, ou Les Prémices du Pétrole, per Total (empresa), per Clapmédia (Prix "géologie" festival de Palaiseau)
- 1993 : Panique sur la paillasse, per l'Institut Pasteur
- 1991 : Patte de Velours et Semelle de Plomb, amb Roland Giraud i Maurice Risch per l'Agence pour la Maîtrise de l'Énergie i SAACMA per ECPA ((Gran Premi de Comunicació, Festival Internacional de Carcassona - Gran Premi del Festival de Seguretat, Praga Benesov BESIP - Premi de Seguretat, Festival Europeu de Comunicació Interna, Creuzot 1993 - Premi de Comunicació Externa, Euro Video Comm 92 - Premi Especial del Jurat, Festival de cinema militar de Prevenció de la seguretat viària, París 1991))
- 1991 : Lutte Microbiologique dans la maladie de Chagas, pel SFRS (Medalla d'Or, Medicinal de Parma - Premi Étienne-Jules Marey, Medikinale International Hanover)
- 1990 : L'Abri Pataud, per a l'Institut de Paleontologia Humana, (Gran Premi del festival internacional ICRONOS)
- 1989 : Galets gravés aziliens, per a l'Institut de Paleontologia Humana, sobre el treball de Francesco d'Errico per la SFRS (Premi del 3r festival internacional de cinema arqueològic, París, i premi al mètode científic - premi als mètodes científics ICRONOS)
- 1984 : La Bruche et le haricot, pel SFRS (1r Premi festival de Sao Paulo - 1r Premi Ekofilm Ostrava - diploma d'honor de l'associació internacional de cinema científic - Medalla Insectimages, París - premi "agronomia" Festival Internacional de Pel·lícules Científices i Tècniques, Brussel·les)

## Cafè-teatre
- 1976 : FOMEC, autor i director, amb François-Marie de Casabianca (actor), representat a la Sélénite (París)[5]

## Publicacions
- "L'Immortalité de l'amour", guió, 1992[6]
- "La web télévision, une nouvelle forme de diffusion des savoirs ? l'exemple de Canal-U" (amb Agnès Cavet) a "Perspectives documentaires en éducation", n° 62 – 2005 INRP[7]
- "De l'argentique au numérique : adapter l'offre audiovisuelle scientifique à l'ère d'Internet", a Usages et pratiques dans les bibliothèques numériques, sota la direcció de Fabrice Papy, Hermès science publications/Lavoisier, 2007[8]
- "La stratégie numérique du gouvernement", La Revue d’Études –n° 1 083, décembre 2016[9]
- "Quelques voyageurs en partance", drama burlesc, 2016[10]
- "Une si jolie surprise", comèdia, 2016[11]

## Mandats electius
- 1er adjunt al maire de Chaville (92) des de març de 2008[12]
- Conseller de l'intercomunalitat Arc de Seine, 2008 - 2009; després de Grand Paris Seine Ouest 2010 - 2016, després conseller territorial de Grand Paris Seine Ouest de gener de 2016 a juny de 2020.[13]